# تيودورو روجاس
تيودورو روجاس (بالإسبانية: Teodoro Rojas)‏ هو عالم نبات باراغواياني، ولد في 23 سبتمبر 1877 في أسونسيون في باراغواي، وتوفي بنفس المكان في 3 سبتمبر 1954.